# Iron March
Als Iron March bezeichnete sich eine Webseite, die als Internetforum von und für Neonazis von 2011 bis Herbst 2017 bestand. Sie wurde in den USA gegründet; als Gründer gilt der russische Staatsbürger Alexander Slavros. 2017 wurde sie verboten oder eingestellt. 2019 deckte ein umfassendes Leak die Namen, Daten und Beiträge der Benutzer des Forums und ein internationales Netzwerk von Neonazigruppen auf, das aus dem Forum entstanden war. 

## Seitenmotto und Wappen
Das Seitenmotto lautete: “Gas The Kikes! Race War Now! 1488! Boots on the ground!” („Vergast die Juden! Rassenkrieg jetzt! 1488! Stiefel auf den Boden!“). Der rechtsextreme Zahlencode 1488 steht für die „vierzehn Worte“ von David Eden Lane und den Hitlergruß. Das Wappen der Webseite zeigte rechtsextreme Symbole und Zeichen, darunter die Schwarze Sonne und eine Totenkopfmaske mit dem Hakenkreuz, die sie als „das Gesicht des Faschismus des 21. Jahrhunderts“ beschrieb. Die Abkürzung des Mottos GTKRWN war der Zugangscode für Benutzer des Forums.

## Ideologie
Auf dem Iron March wurde wie beim The Daily Stormer Judenhass und ein Krieg für eine globale, gewaltsame Revolution der „weißen Rasse“ propagiert. Die Teilnehmer debattierten Texte des historischen Faschismus von Corneliu Zelea Codreanu, Benito Mussolini, José Antonio Primo de Rivera und anderen, informierten einander über faschistische Buchläden, Blogs und Quellen und versuchten, eine entsprechende Bewegung aufzubauen. Dazu nutzten sie psychologische Kriegsführung, identifizierten Feinde und deren Sprache, um deren Einfluss auszuschalten.

## Benutzer
Die mehr als 1600 angemeldeten Benutzer waren meist junge weiße Männer, die zu einer wachsenden White-Supremacy-Bewegung in westlichen Staaten gehören und sich gegenseitig radikalisierten. Sie sehen sich in einem internationalen faschistischen Kampf um die Vorherrschaft der „weißen Rasse“ vereint. Nach rund 150.000 von SPLC untersuchten Posts hat Faschismus für sie Merkmale einer Religion. Ausgewählte Benutzer verfassten Beiträge zum Foren-eigenen Magazin Rope Culture, schufen Memes, die zum Völkermord an Juden und Nichtweißen aufriefen, und schleusten diese später auf Twitter und Facebook ein. Andere stachelten einander zu direkten Straftaten an, begrüßten rechtsextreme Terroranschläge und empfahlen sie zur Nachahmung.

## Internationales Netzwerk
Der Iron March unterstützte mindestens zehn Neonazigruppen, die Terrorgewalt für eine Welt der „weißen Rasse“ bejahen und zum Teil aus dem Forum entstanden:
- Antipodean Resistance in Australien,
- „Goldene Morgenröte“ in Griechenland,
- National Action (NA) in Großbritannien,
- CasaPound Italia in Italien,
- Skydas in Litauen,
- Serbische Aktion in Serbien,
- Nordische Widerstandsbewegung (NRM) in Skandinavien,
- Regiment Asow in der Ukraine,
- Vanguard America in den USA, dessen Mitglied James Fields beim Unite-the-Right-Aufmarsch in Charlottesville 2017 die Antifaschistin Heather Heyer ermordete,
- die Atomwaffen Division (AWD).[5]

## Datenleak
Im Dezember 2017 wurde der Iron March vom Netz genommen. Am 6. November 2019 veröffentlichte ein Unbekannter unter dem Namen antifa-data die gesamte Datenbasis des Forums mit den Benutzernamen, Logins, E-Mail-Adressen, IP-Adressen, allen öffentlichen Beiträgen sowie Privatnachrichten sämtlicher früherer Nutzer. Das Recherchenetz Bellingcat stellte die Daten zur Verfügung und erläuterte, wie sie für Recherchen nutzbar sind. Damit konnten frühere Recherchen von Bürgerrechtsgruppen erhärtet und viele seit 2011 aktive Neonazis weltweit enttarnt werden, darunter viele AWD-Mitglieder.